# Большое Закозье
Большое Закозье — деревня в Кирилловском районе Вологодской области.
Входит в состав Николоторжского сельского поселения, с точки зрения административно-территориального деления — в Николо-Торжский сельсовет.
Расстояние по автодороге до районного центра Кириллова — 21 км, до центра муниципального образования Никольского Торжка — 4 км. Ближайшие населённые пункты — Дулово, Васняково, Шлюз № 4.
По переписи 2002 года население — 18 человек.